# Distretto di Eskeldı
Il distretto di Eskeldı (in kazako Ескелді ауданы?) è un distretto (audan) del Kazakistan con capoluogo Qarabūlaq.